# Політ Фенікса (фільм, 2004)
«Політ Фенікса» (англ. Flight of the Phoenix) — американський фільм 2004 року режисера Джона Мура, рімейк однойменної картини 1965 року за романом британського письменника Еллестона Тревора. Світова прем'єра відбулась 17 грудня 2004 року.

## Сюжет
У далеку монгольську пустелю прилітає транспортний літак Fairchild C-119, яким керують капітан Френк Таунс (Денніс Квейд) і другий пілот Ей-Джей (Тайріз Гібсон). Їхнє завдання — вивезти з Монголії команду нафтовиків, серед яких керівник групи Ієн (Г'ю Лорі), Келлі Джонсон (Міранда Отто), Алекс Родні (Тоні Каррен) та інші, оскільки на пробуреній свердловині не знайшли нафти. В останню хвилину з’ясовується, що до свердловини раніше випадково натрапив мандрівник Елліот (Джованні Рібісі), і брати його на борт ризиковано через можливе перевантаження. Однак Таунс не може залишити Елліота і дозволяє йому приєднатися до групи.
Під час польоту починається піщана буря. Таунс не хоче повертатися, бо це означатиме втрату часу на дозаправку, і намагається пролетіти над бурею. Через перевантаження це не вдається: ламається лівий двигун, і Таунс здійснює аварійну посадку просто серед пустелі Гобі. Під час посадки гинуть двоє людей.
Група опиняється у безвихідному становищі. Все, що їм залишається — чекати, поки їх знайдуть (хоча, насправді, їх ніхто не шукає). Один з пасажирів — Джон — під час пустельної грози відходить від літака і зникає, його пошуки безрезультатні. Тоді Елліот несподівано заявляє, що він авіаконструктор і здатен побудувати новий літак із працюючого правого двигуна. Спершу Таунс відмовляється від цієї ідеї — запасу води мало б вистачити на 30 днів очікування, а робота над літаком значно прискорить її витрату. Але завдяки нафтовику Джеймсу Ліддлу (Скотт Майкл Кемпбелл) він погоджується дати групі хоча б надію.
Починається будівництво.
Згодом команда виявляє табір монголів — можливо, контрабандистів або торговців зброєю. Ієн, Родні та Ей-Джей йдуть просити в них допомоги. Крик Ліддла, який ховався в засідці, провокує одного з монголів — він стріляє й вбиває Родні. Таунс відкриває вогонь у відповідь і вбиває монголів, але одному вдається втекти. Інший виявляється живим. Келлі приводить його до табору, не бажаючи залишати його помирати. В таборі виникає суперечка, що з ним робити. Елліот безжально вбиває полоненого, заявляючи, що "питання вирішене". Через конфлікт із Таунсом, який давно недолюблює Елліота за егоїзм (той таємно пив воду з загального запасу), Елліот змушує команду принижуватись, благати його про допомогу.
Літак, який вони назвали Фенікс, нарешті готовий. Таунс, шукаючи карту в рюкзаку Елліота, натрапляє на брошуру компанії, в якій той працює. Виявляється, Елліот ніколи не конструював справжніх літаків — він займався лише моделями для авіамоделізму. В таборі — розпач. Ієн хапає револьвер і намагається застрелити Елліота, але не наважується, і Таунс зупиняє його. Починається буря. У потоці вітру всі бачать, що літак здатен злетіти, якщо його вдасться завести. Після кількох спроб двигун запускається. Але команда бачить, що на них мчать озброєні монголи. Їм вдається злетіти та врятуватись.
На фоні заходу сонця герої летять до нафтової вишки.
Фінал — серія фотографій, що показують подальшу долю героїв:
- Френк і Ей-Джей засновують власну авіакомпанію Phoenix Aviation;
- Семмі з дружиною відкривають ресторан (Джеремі і Реді присутні на відкритті);
- Джеймс Ліддл нарешті зустрічається з дружиною та дітьми;
- Ієн стає професійним гольфістом;
- Келлі працює на океанській буровій платформі.

Завершує фільм обкладинка журналу Flight International з фотографією Елліота у льотному костюмі й заголовком: «Нова надія NASA?»

## У ролях
- Денніс Квейд — капітан Френк Таунс
- Джованні Рібізі — Елліотт
- Тайріз Гібсон — Ей-Джей
- Міранда Отто — Келлі Джонсон
- Тоні Каррен — Алекс Родні
- Кірк Джонс — Джеремі
- Г'ю Лорі — Іен
- Джейкоб Варгас — Саммі
- Скотт Майкл Кемпбелл — Джеймс Ліддл
- Кеворк Малікян — Реді
- Джаред Падалекі — Джон Девіс
- Пол Дітчфілд — доктор Гербер
- Мартін Хінді — Ньюман
- Боб Браун — Кайл
- Ентоні Вонг — керівник контрабандистів

## Фільмування
Знімання фільму відбувались в Намібії.